# David Witt
Pour les articles homonymes, voir Witt.
David Witt, né le 2 juin 1973, est un joueur professionnel puis entraîneur de tennis américain.
Il est également connu pour avoir été l'entraîneur de Venus Williams de 2007 à décembre 2018. Il entraîne Jessica Pegula de juillet 2019 à janvier 2024,. Il entraîne María Sákkari depuis mars 2024  et Frances Tiafoe à partir de juillet 2024[réf. nécessaire].

## Carrière
En 1991, il est demi-finaliste des Internationaux de France et de l'US Open en catégorie junior.
En 1993, il bat le 14e mondial MaliVai Washington lors du tournoi de Charlotte et atteint les quarts de finale au Queen's.
Il a remporté quatre tournois Challenger dans sa carrière, deux en simple (Guadalajara en 1992 et Binghamton en 1997) et deux en double.

## Palmarès

### Finale en double messieurs
| No | Date       | Nom et lieu du tournoi                           | Catégorie    | Dotation  | Surface      | Vainqueurs                           | Partenaire    | Score         |  |
| -- | ---------- | ------------------------------------------------ | ------------ | --------- | ------------ | ------------------------------------ | ------------- | ------------- |  |
| 1  | 11-04-1994 | US Men's Clay Court Championship Birmingham (AL) | World Series | 288 750 $ | Terre (ext.) | Richey Reneberg Christo van Rensburg | Brian MacPhie | 2-6, 6-3, 6-2 |  |

## Parcours dans les tournois duGrand Chelem

### En simple
| Année | Open d'Australie | Open d'Australie | Internationaux de France | Internationaux de France | Wimbledon       | Wimbledon   | US Open         | US Open             |
| ----- | ---------------- | ---------------- | ------------------------ | ------------------------ | --------------- | ----------- | --------------- | ------------------- |
| 1990  | —                | —                | —                        | —                        | —               | —           | 1er tour (1/64) | Shūzō Matsuoka      |
| 1991  | —                | —                | —                        | —                        | —               | —           | 1er tour (1/64) | Emilio Sánchez      |
| 1993  | —                | —                | —                        | —                        | —               | —           | 1er tour (1/64) | Marc-Kevin Goellner |
| 1994  | —                | —                | —                        | —                        | 1er tour (1/64) | Marc Rosset | 2e tour (1/32)  | Jaime Yzaga         |
| 1998  | 1er tour (1/64)  | Greg Rusedski    | —                        | —                        | —               | —           | —               | —                   |

N.B. : à droite du résultat se trouve le nom de l'ultime adversaire.

### En double
| Année | Open d'Australie | Open d'Australie | Internationaux de France     | Internationaux de France   | Wimbledon | Wimbledon | US Open                     | US Open                  |
| ----- | ---------------- | ---------------- | ---------------------------- | -------------------------- | --------- | --------- | --------------------------- | ------------------------ |
| 1991  | —                | —                | —                            | —                          | —         | —         | 1er tour (1/32) J. Leach    | Tommy Ho Todd Martin     |
| 1993  | —                | —                | —                            | —                          | —         | —         | 1/8 de finale Doug Flach    | Brad Pearce D. Randall   |
| 1994  | —                | —                | 1er tour (1/32) Alex O'Brien | T. Woodbridge M. Woodforde | —         | —         | 2e tour (1/16) B. MacPhie   | J. Eltingh P. Haarhuis   |
| 1997  | —                | —                | —                            | —                          | —         | —         | 2e tour (1/16) Michael Sell | Martin Damm A. Olhovskiy |

N.B. : le nom du partenaire se trouve sous le résultat ; le nom des ultimes adversaires se trouve à droite.